# Musée Acatushun
Le musée Acatushún d'oiseaux et mammifères australs (en espagnol : museo Acatushún de aves y mamíferos marinos australes) est un musée situé sur l'Estancia Haberton, à 85 km d'Ushuaïa, sur la rive nord du canal Beagle, dans la Province de Terre de Feu, Antarctique et Îles de l’Atlantique Sud, au sud de l'Argentine.
Construit en 1999 et 2000, il est inauguré le 10 mars 2001. Son nom acatushun est d'origine yámana, il s'agit du terme utilisé jadis par les aborigènes pour désigner la zone où est située le musée.
Son objectif est de promouvoir la recherche en biologie et en pathologie sur les oiseaux et les mammifères marins. Les spécimens ont été collectés au cours de relevés périodiques effectués sur les plages de la Terre de Feu.
L'exposition principale consiste en squelettes d'espèces de cétacés, de pinnipèdes et d'oiseaux, accrochés aux murs sur lesquels figurent des peintures de ces animaux en taille réelle, réalisées par l'artiste Gustavo Farrel. Ces squelettes présentent, pour certains, des déformations osseuses, des dents, des fanons, ailettes et crânes. La collection du projet AMMA (Aves y Mamíferos Marinos Australes) est exposée, elle compte plus de 2 800 spécimens de mammifères marins et 2 300 spécimens d'oiseaux. Le musée possède un laboratoire d'analyses qui est utilisé par les naturalistes et les étudiants en biologie et en vétérinaire. À l'extérieur, se trouve une dépendance surnommée « la casa de los huesos » (la maison des os) dans laquelle est réalisée le nettoyage et la préparation des restes osseux des spécimens, avant que ceux-ci ne soient classifiés et exposés.
En 2013, un squelette de baleine à bosse, trouvé sur la péninsule Ushuaïa à la mi-2012, intègre les collections du musée. Il s'agit du seul squelette complet de cette espèce parmi les trois qui figurent dans les collections du musée.
Sa directrice était Rae Natalie Prosser de Goodall, biologiste spécialisée dans le faune et la flore de la région. Ce fut elle qui initia la collecte de spécimens en 1976,,,.